# N-club
N-club er en dansk Nintendo-side, og fungerer som et mødested for danske Nintendo-fans på internettet. Siden blev oprettet i 2003, og har siden åbningen været Danmarks største Nintendo-fællesskab. Mange Nintendo-fans skriver hver dag i N-clubs store forum, hvor der diskuteres alverdens forskellige ting, naturligvis de fleste vedrørende Nintendo. N-club sørger også for at holde Nintendo-fans opdaterede om alt mellem himmel og jord der sker for Nintendo, i form af nyheder på siden.

## N-club Live
Et af N-clubs mest populære arrangementer hedder Live, hvor Nintendo-fans fra hele landet mødes og spiller med og mod hinanden.